# 지넨촌
지넨촌(知念村)은 오키나와현에 존재했던 촌으로 시마지리군에 속했다.
2006년 1월 1일 - 사시키정·다마구스쿠촌·오자토촌이 합병해 난조시가 되었다.

## 역사
- 1908년 4월 1일 - 도서정촌제 시행에 의해 지넨촌이 성립하였다.
- 2006년 1월 1일 - 사시키정·다마구스쿠촌·오자토촌이 합병해 난조시가 되어 소멸하였다.

## 교통

### 도로
- 국도 331호선